# Bengt von Bonsdorff
Bengt Gustav Bertel von Bonsdorff, född 9 april 1936 i Helsingfors, död 31 augusti 2005 på samma ort, var en finländsk konstvetare och museiman, i många år knuten till Amos Andersons konstmuseum. Han var son till medicinprofessorn Bertel von Bonsdorff.
von Bonsdorff blev filosofie kandidat 1963 och filosofie licentiat 1992. Han började arbeta som amanuens på Amos Andersons konstmuseum 1964 för att 1966 tillträdda tjänsten som museichef som han innehade fram till pensioneringen 2001. Museet blev under hans ledning en av de främsta institutionerna för visning av finländsk samtidskonst, med en betoning på nordiskt samarbete och Finlands närvaro på den internationella konstscenen.
Han var även aktiv som skribent, publicerade Felix Nylund – liv och verk (1990) samt var medförfattare till Konsten i Finland (1979) och Suomen Taide (1988). År 1998 förlänades han professors namn.